# Англизация
Англизация (англ. anglicization, фр. anglicisation; также англификация) — усвоение английского языка или культуры, ассимиляция в англоязычную среду. Может иметь добровольной или насильственный, полный или частичный характер (например, усвоение английского языка ирландцами и афроамериканцами происходило на фоне укрепления их этнического самосознания, отличного как от англичан, так и от белых англоязычных американцев).

## История

### Великобритания

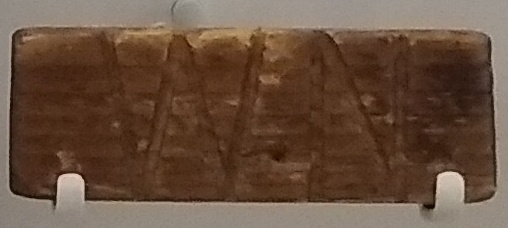
Знак "Welsh not", который использовался учителями в некоторых школах Уэльса в XIX–XX веках, чтобы наказывать детей за использование валлийского языка

Англизация как этноязыковой процесс начала набирать обороты на территории Британского архипелага со времён средневековья. Автохтонные кельтские языки архипелага подверглись сильной маргинализации (Уэльс, Шотландия, Ирландия) либо исчезли вовсе (о. Мэн, Корнуолл). Позднее процесс англизации начал набирать обороты в английских колониях, в том числе бывших, а также в доминионах.

### США
В конце XIX — начале XX вв. власти США вели активную административно-командную борьбу с употреблением всех других языков, кроме английского, в системе образования страны. Так, французский язык был запрещён в школах Луизианы в 1915 году, а затем и конституцией штата в 1921 году. Испаноязычная система образования лишилась государственного финансирования и, как следствие, прекратила своё существование в штате Нью-Мексико в 1949 году. Немецкий язык также был запрещён в начальных школах США в 1940-х годах, за исключением преподавания его как иностранного языка.

### Канада
Англизация Канады осуществлялась британскими властями после захвата Новой Франции в 1759 году в условиях острой конкурентной борьбы с уже сложившимся очагом франкоязычного населения. Оттеснив франкоязычное население от рычагов экономического влияния, британские, а затем и англо-канадские власти сделали правильный расчёт на то, что новые волны иммигрантов из третьих стран (Италии, Польши, Германии и т. д.) непременно будут отдавать предпочтение английскому языку как языку карьерного роста. Для достижения своих целей власти окружающих Квебек провинций законодательно запретили франкоязычное образование на своей территории. Внутри самого Квебека насаждение английского языка было наиболее заметным в крупнейших урбанизированных центрах провинции — городах Монреаль и Квебек, где внешний фасад, а зачастую и внутреннее содержание городской жизни приняли полностью англоязычный характер. В целом по провинции французский язык передавался из поколения в поколение лишь благодаря наличию сети сельских церковно-приходских школ. Растущее раздражение франкоязычного населения по поводу англизации сферы занятости и образования привело к некоторым сдвигам в 1920-х и 1930-х годах, однако полномасштабное переосмысление языковой политики провинции началось лишь в 1960-х годах. С тех пор 
борьба за сохранение многофункциональности французского языка как единственного общеквебекского средства общения не сходит с повестки дня местной администрации, СМИ и представителей частного сектора. После усиления системы провинциального самоуправления в 1970-х годах ряд частных и государственных учреждений были вынуждены пройти процесс административной галлизации.

### Гонконг
Пытаясь закрепиться в Гонконге, британские колониалисты сознательно не уделяли внимания ни развитию местных языков, ни поддержанию связей между кантонским и стандартным китайским языком. В 1883 году, через сорок один год после захвата Гонконга, британские власти провозгласили английский единственным официальным языком концессии, хотя англофоны составляли не более 2 % его населения (в 1865 году из 125 504 человек лишь 2 000 были белыми, или 1,57 %). По переписи 1979 года, 88 % населения Гонконгa назвали родным языком кантонский, около 10 % — другие китайские диалекты (в основном шанхайский) и около — 2 % английский.
Рост гражданского самосознания гонконгцев и демонстрации конца 1960-х привели к официальному признанию равноправия китайских диалектов и английского, хотя этот процесс юридически завершился только к 1986 году. Более того, хотя использование китайской письменности и кантонского языка в школах формально былo разрешено, на практике оно не поощрялось до самого последнего года британского правления. Кампании по изучению северокитайского языка также носили в основном декларативный характер. В 1997 году только 12 % школ в Гонконге были синоязычными. Однако уже в 1998 году эта пропорция достигла 70 %.